# オリオン瞬くあの街で -TWO HEARTS TWO VOICES-
『オリオン瞬くあの街で』 -TWO HEARTS TWO VOICES-（オリオンまたたくあのまちで）は2019年11月27日リリースされた稲垣潤一18枚目のベスト・アルバム。規格品番：UICZ-4466。

## 解説
2008年から2015年にかけ発売されたデュエット・アルバム「男と女」5作品の収録曲から夏のドライブ向けに選曲された『あの夏の風のように -TWO HEARTS TWO VOICES-』に続く第2弾ベストアルバム。本作も「男と女」5作品の収録曲より秋冬に似合う楽曲としてバラード曲中心に選曲されている。SHM-CD仕様。

## 収録曲
1. あなたに逢いたくて～Missing You～
（Duet with 松浦亜弥）
2. PIECE OF MY WISH（Duet with 辛島美登里）
3. セカンド・ラブ（Duet with YU-KI from TRF）
4. サイレント・イヴ（Duet with 大貫妙子）
5. 雨　（Duet with 森高千里）
6. 夢の途中　（Duet with 沢田知可子）
7. Yes-No　（Duet with 藤田恵美）
8. 恋におちて－Fall in love－　（Duet with 尾崎亜美）
9. 笑顔の行方　（Duet with 水樹奈々）
10. シルエット・ロマンス　（Duet with 川嶋あい）
11. オリビアを聴きながら　（Duet with ヘイリー）
12. スローモーション　（Duet with 夏川りみ）
13. グッド・バイ・マイ・ラブ　（Duet with 鈴木聖美）
14. 誰より好きなのに　（Duet with 柴咲コウ）
15. リンダ　（Duet with NORA）
16. 愛は時を越えて　（Duet with 八神純子）